# 1743 Schmidt
1743 Schmidt è un asteroide della fascia principale del diametro medio di circa 17,28 km. Scoperto nel 1960, presenta un'orbita caratterizzata da un semiasse maggiore pari a 2,4727602 UA e da un'eccentricità di 0,1357753, inclinata di 6,35566° rispetto all'eclittica.
L'asteroide è dedicato all'ottico tedesco Bernhard Schmidt, inventore del telescopio Schmidt.